# Stora Tomgölen
Stora Tomgölen är en sjö i Oskarshamns kommun i Småland och ingår i Virån-Emåns kustområde. Sjön har en area på 0,0991 kvadratkilometer och ligger 41 meter över havet.

## Delavrinningsområde
Stora Tomgölen ingår i det delavrinningsområde (634946-153601) som SMHI kallar för Mynnar i havet. Medelhöjden är 47 meter över havet och ytan är 44,15 kvadratkilometer. Det finns inga avrinningsområden uppströms utan avrinningsområdet är högsta punkten. Avrinningsområdets utflöde Döderhultsbäcken mynnar i havet. Avrinningsområdet består mestadels av skog (70 %). Avrinningsområdet har 0,9 kvadratkilometer vattenytor vilket ger det en sjöprocent på 2 %. Bebyggelsen i området täcker en yta av 3,82 kvadratkilometer eller 9 % av avrinningsområdet.